# Émile Bréhier
Émile François Désiré Bréhier (* 12. April 1876 in Bar-le-Duc; † 3. Februar 1952 in Paris) war ein französischer Philosophiehistoriker.
Émile Bréhier war der jüngere Bruder von Louis Bréhier. Nach seinem Philosophiestudium war er wie dieser zunächst als Gymnasiallehrer tätig. 1908 promovierte er mit einer Dissertation über Philon von Alexandria (Les idées philosophiques et religieuses de Philon d’Alexandrie). Er lehrte dann Geschichte der Philosophie an den Universitäten von Rennes und Bordeaux und ab 1919 an der Sorbonne. Bréhier ist vor allem durch seine Studien zur Philosophie der Antike hervorgetreten. Er hat eine komplette französische Übersetzung von Plotin in der Serie „Collection des Universités de France“ (1924–1938) vorgelegt und ist einem weiteren Leserkreis durch seine mehrbändige Histoire de la Philosophie bekannt, deren erster Band 1926 veröffentlicht wurde und zahlreiche Neuauflagen und Übersetzungen erfahren hat.
1951 wurde er zum korrespondierenden Mitglied der British Academy und 1948 zum assoziierten Mitglied der Académie royale des Sciences, des Lettres et des Beaux-Arts de Belgique gewählt.